# 지풍로
 지풍로(Jipung-ro)는 경상북도 예천군 지보면에서 안동시 풍산읍까지 이어주는 도로이다.

## 주요 경유지
경상북도
- 예천군 (지보면) - 안동시 (풍천면 -

풍산읍)

## 노선
| 이름        | 접속 노선                                | 소재지 | 소재지 | 비고                                  |
| ----------- | ---------------------------------------- | ------ | ------ | ------------------------------------- |
| (이름없음)  | 국도 제28호선 (예지로)                   | 예천군 | 지보면 |                                       |
| 마전삼거리  | 지방도 제923호선 (지보리길)              | 예천군 | 지보면 |                                       |
| (이름없음)  | 지방도 제927호선 (봉호로)                | 예천군 | 풍천면 |                                       |
| 장천교      |                                          | 예천군 | 풍천면 |                                       |
| 도양삼거리  | 지방도 제914호선 (풍일로)                | 안동시 | 풍천면 | 지방도 제914호선 지방도 제916호선구간 |
| 하회삼거리  | 전서로                                   | 안동시 | 풍천면 | 지방도 제914호선 지방도 제916호선구간 |
| 하회 교차로 | 지방도 제914호선 (가곡로)                | 안동시 | 풍천면 | 지방도 제914호선 지방도 제916호선구간 |
| 소산교      |                                          | 안동시 | 풍산읍 |                                       |
| 안교사거리  | 지방도 제924호선 (풍산태사로) 풍산중앙길 | 안동시 | 풍산읍 |                                       |

## 주요 건물 및 시설
- 풍천면 보건지소 (지풍로 1465-4/갈전리 559-24)
- 한국농어촌공사 안동지사 풍천지소 (지풍로 1465-8/갈전리 559-4)
- 하회마을 우체국 (지풍로 1468/도양리 79-5)
- 풍천면 행정복지센터 (지풍로 1471/갈전리 555)
- 풍천파출소 (지풍로 1479/갈전리 561-2)
- 농협 서안동농협 풍천지점 (지풍로 1483/갈전리 553-5)
- 농협 서안동농협 풍천하나로마트 (지풍로 1483/갈전리 553-5)
- 농협 서안동농협 주유소 풍천지점 (지풍로 1485/갈전리 553-5)